# 亚历山德拉·阿劳若
亚历山德拉·阿劳若（葡萄牙語：Alexandra Araújo，1972年7月13日—），生于巴西里约热内卢，意大利女子水球运动员。她曾代表意大利国家队参加2004年夏季奥林匹克运动会水球比赛，结果获得金牌。